# Gracie Delépine
Pour les articles homonymes, voir Delépine.
Gracie Delépine (née le 12 février 1930) est une historienne française et conservatrice en chef honoraire de la Bibliothèque nationale de France. Elle est principalement connue pour ses travaux sur l'histoire des îles Kerguelen dont elle aidera à la toponymie officielle dans les années 1960.

## Publications
- Toponymie des Terres australes (sous sa direction), La Documentation française, Paris, 1973[3]
- Les Voyages aux îles Kerguelen depuis la découverte jusqu'à la constitution du territoire d'après les sources écrites (1772-1949), éd. Documentation française, Paris, 1976
- Les Îles australes françaises - Kerguelen, Crozet, Amsterdam, Saint-Paul, éditions Ouest-France, Rennes, 1995  (ISBN 2737318890)
- L'Amiral de Kerguelen et les Mythes de son temps, Éditions de L'Harmattan, 1998  (ISBN 978-2738466808)
- Histoires extraordinaires et inconnues dans les mers australes, Éditions Ouest-France, Rennes, 2002  (ISBN 978-2737329616)